# رودی شومان
رودی شومان (انگلیسی: Rudi Schumann؛ زادهٔ ۱۵ فوریهٔ ۱۹۴۷) بازیکن والیبال اهل آلمان است.